# 14533 Roy
14533 Roy è un asteroide della fascia principale. Scoperto nel 1997, presenta un'orbita caratterizzata da un semiasse maggiore pari a 2,5722449 UA e da un'eccentricità di 0,1849449, inclinata di 9,26449° rispetto all'eclittica.
L'asteroide è dedicato all'astronomo francese René Roy.